# Inácio José de Mendonça Uchôa
Ignacio José de Mendonça Uchôa (Alagoas, 9 de janeiro de 1820 — Rio de Janeiro, 24 de janeiro de 1910) foi um jurista e político brasileiro.
Foi 2.º vice-presidente da província de Alagoas, de 13 de abril a 10 de dezembro de 1857.
Foi ministro do Supremo Tribunal de Justiça por ocasião de sua extinção, que se deu por força da reestruturação do Poder Judiciário imposta pela Proclamação da República. Foi nomeado para o cargo de ministro do Supremo Tribunal Federal em 28 de fevereiro de 1891, cargo que exerceu até 25 de março de 1892.
Formou-se em ciências jurídicas e sociais pela Faculdade de Olinda, em 22 de outubro de 1844. Iniciou sua carreira na Magistratura sendo nomeado Promotor Público de Penedo, em 1845.Em decreto de 12 de dezembro do ano seguinte, foi nomeado Juiz Municipal e de Órfãos dos termos reunidos de Anadia, Poxim e Palmeira, na província de Alagoas, sendo removido, em decreto de 11 de março de 1848, para os termos de Alagoas, Santa Luzia do Norte e São Miguel na mesma província.Aí exerceu a judicatura até ser nomeado Juiz de Direito da comarca de Flores, em Pernambuco, por decreto de 20 de setembro de 1855. Foi removido para a comarca de Anadia, em Alagoas, por decreto de 11 de setembro de 1856, e para a de Estância, em Sergipe, em decreto de 16 de junho de 1863. Foi nomeado Desembargador da Relação de Porto Alegre, em decreto de 6 de novembro de 1873, e removido para a de São Paulo, em decreto de 12 de julho de 1876; nessa Relação, exerceu o lugar de Procurador da Coroa, Soberania e Fazenda Nacional, por nomeação em decreto de 29 de maio de 1886.Em decreto de 26 de novembro de 1887, foi nomeado Ministro do Supremo Tribunal de Justiça na vaga proveniente da aposentadoria concedida a Luiz Antonio Barboza d’Almeida; tomou posse em 17 de dezembro seguinte. Com a organização do Supremo Tribunal Federal, foi nomeado Ministro desse tribunal, em decreto de 12 de novembro de 1890, tomando posse em 28 de fevereiro de 1891. Foi aposentado por decreto de 25 de março de 1892. Em carta imperial de 1º de julho de 1868, foi nomeado 2º Vice-Presidente da província de Sergipe, sendo transferido para 3º Vice-Presidente, em decreto de agosto de 1868; nessa qualidade assumiu a alta administração, tendo governado a província durante sete meses e vinte e dois dias. Foi agraciado com o título do Conselho, em decreto de 18 de abril de 1888. Em 12 de novembro de 1851, contraiu casamento com D. Amelia Vieira de Mendonça Uchôa, havendo do consórcio numerosa descendência. O Conselheiro Mendonça Uchôa faleceu na cidade do Rio de Janeiro, em 24 de janeiro de 1910, sendo sepultado no Cemitério de São Francisco Xavier.